# Internationale Kurzfilmtage Oberhausen 2015

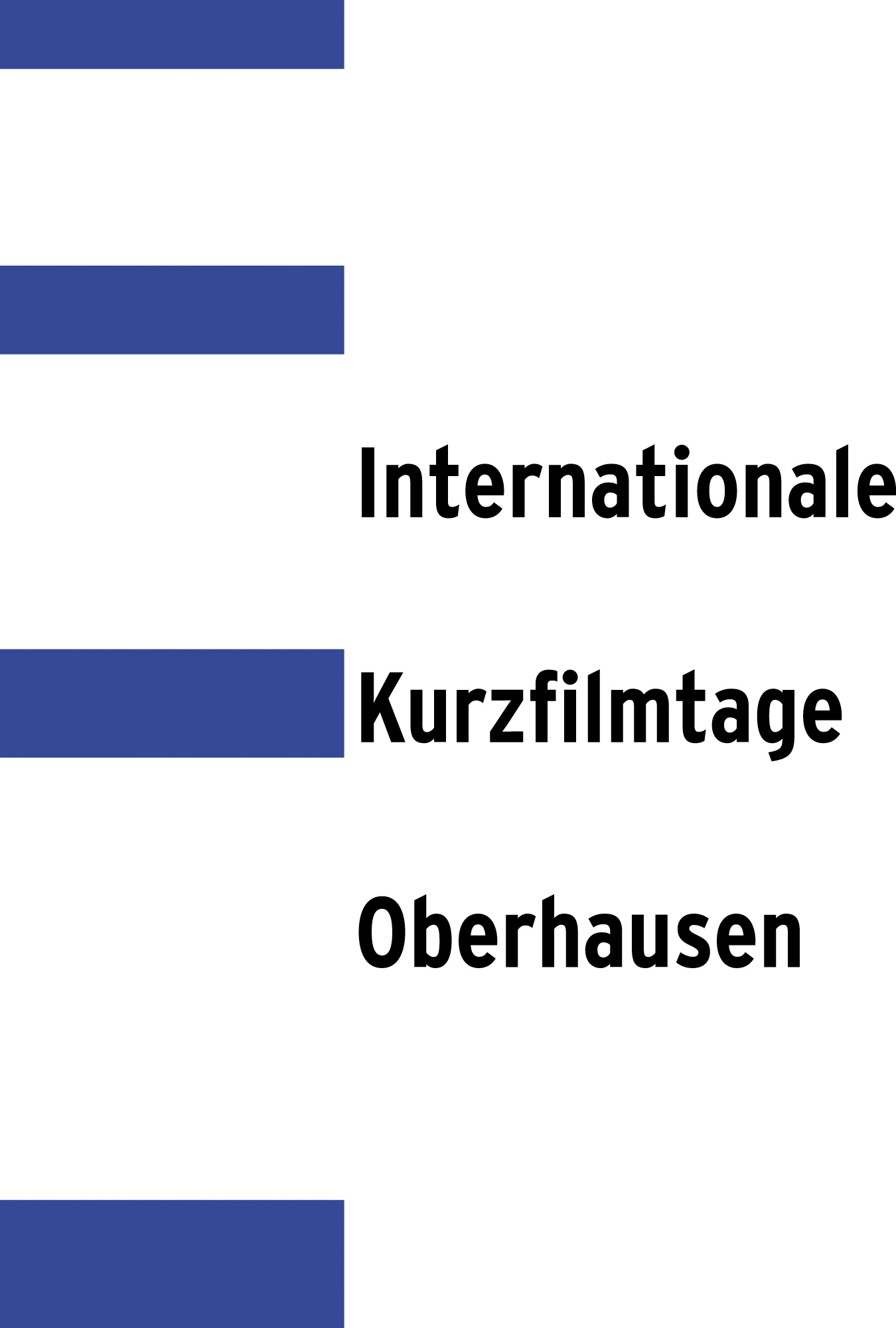
Logo

Die 61. Internationalen Kurzfilmtage Oberhausen 2015 fanden vom 30. April bis zum 5. Mai in der Oberhausener Lichtburg statt. Das Thema Das Dritte Bild – 3D-Kino als Experiment wurde kuratiert von Björn Speidel. Profile behandelten Itō Takashi, Erkka Nissinen, William Raban, Jennifer Reeder und Vipin Vijay.